# Antonius Maarten Slomšek
Anton Martin Slomšek (Slom bij Ponikva (Šentjur), 26 november 1800 - Maribor, 24 september 1862) was een Sloveens schrijver, dichter, emancipator en eerste bisschop van het bisdom Maribor.
Slomšek ging school in Celje en vervolgens aan het myceum in Ljubljana. Zijn klasgenoot was de dichter France Prešeren. Hij ging theologie en filosofie studeren aan het seminarie in Ljubljana, vertrok enige maanden naar het Dalmatische Senj en beëindigde zijn priesteropleiding aan het seminarie van Klagenfurt. Hij werd 8 september 1824 tot priester gewijd. Hij las de mis als neomist op 26 september 1824 in de abdij Olimje. 
Hij werd kapelaan in Bizeljsko en Nova Cerkev (bij Vojnik). In 1838 werd Slomšek aartspriester in Vuzenica. Aansluitend werd hij naar Klagenfurt geroepen om er spirituaal in het seminarie van Klagenfurt te worden. Hier maakte hij onder meer kennis met de priester en panslavist Matija Majar. Zes jaar later werd hij lid van het domkapittel en bisschoppelijk onderwijsinspecteur in St. Andrä im Lavanttal. In 1846 vertrok Slomšek als parochiepriester naar Celje en werd in hetzelfde jaar benoemd tot vorst-bisschop van Lavant, dat in dat jaar werd samengevoegd met Maribor. Op 5 juli 1846 vond de bisschopswijding plaats te Salzburg. 
In zijn bisdom, dat in het kroonland Stiermarken lag, groeiden de spanningen tussen de Duitstalige en Sloveenstalige bevolkingsgroepen. In 1851 richtte Slomšek het Hermagorasgenootschap op, vernoemd naar de apostel der Slovenen H. Hermagoras. Het Hermagorasgenootschap ontwikkelde onderwijsactiviteiten voor de plattelandsbevolking en stimuleerde naast religieuze verdieping ook kennisoverdracht (met name in de landbouw). Anton Martin Slomšek bereikte in 1857 een grenswijziging van het bisdom Lavant, dat voortaan het gebied van Zuid-Stiermarken zou omvatten, waar de Sloveenstalige bevolking de grote meerderheid zou uitmaken. De bisschopszetel werd verplaatst van St. Andrä naar Maribor, waar Slomšek zich vestigde in 1859. 
Paus Johannes Paulus II verklaarde Anton Martin Slomšek in 1999 zalig.
- Bibliothèque nationale de France: cb16911065k (data)
- Gemeinsame Normdatei: 11900061X
- International Standard Name Identifier: 0000 0000 6138 0765
- Library of Congress Control Number: n85238921
- Nationale Bibliotheek van Tsjechië: jk01111935
- Nationale en Universitaire bibliotheek Zagreb: 000000953
- Nederlandse Thesaurus van Auteursnamen: 11993180X
- Réseau des bibliothèques de Suisse occidentale: 02-A010151140
- Virtual International Authority File: 59884632
- WorldCat: E39PBJc3M7CgVfKtwHvQGxc773